# Artrite di Lyme
L'artrite di Lyme è una complicanza della malattia di Lyme. Fra le varie forme di infiammazioni croniche di tipo artritico è l'unica con eziologia conosciuta e curabile nella quasi totalità dei casi. Venne individuata per la prima volta nel 1977 ad "Old Lyme", nel Connecticut.

## Manifestazioni
Normalmente si manifesta nelle articolazioni, soprattutto in quelle delle ginocchia, il senso di fastidio prodotto può perdurare anche anni prima di una completa guarigione.
Può essere definita cronica quando gli episodi invece di diminuire aumentano con il passare del tempo, e in tali casi può essere osservato un danno permanente con possibile evoluzione in osteoartrite.
I principali sintomi e segni clinici associati a questa forma di artrite comprendono gonfiore, dolore, oligoartrite. Si può manifestare fibromialgia.

## Epidemiologia

### Stati Uniti
Maggiormente diffusa negli Stati Uniti d'America, dove si registrò la prima epidemia, negli stati della Nuova Inghilterra (principalmente nella città di Old Lyme nel Connecticut). Negli stati del nord degli USA, la malattia ha come serbatoio i cervi e il topo "peromyscus leucopus"; ha come vettore la zecca Ixodes ricinus e come agente patogeno la spirocheta Borrelia burgdorferi "sensu stricto".
In Texas la malattia viene trasmessa dalla zecca "ad una stella" che veicola la spirocheta "Borrelia lonestari".

### Europa
In Italia si registra una discreta e costante frequenza lungo le regioni dell'arco alpino (dove siano presenti i principali animali serbatoio: cervi, conigli), ma casualmente anche in altre regioni italiane, quando si infettano animali migratori come gli uccelli. La diffusione avviene principalmente nella tarda primavera (maggio) e nella prima estate, in rapporto con il ciclo vitale degli acari (zecche) presenti in quella regione.

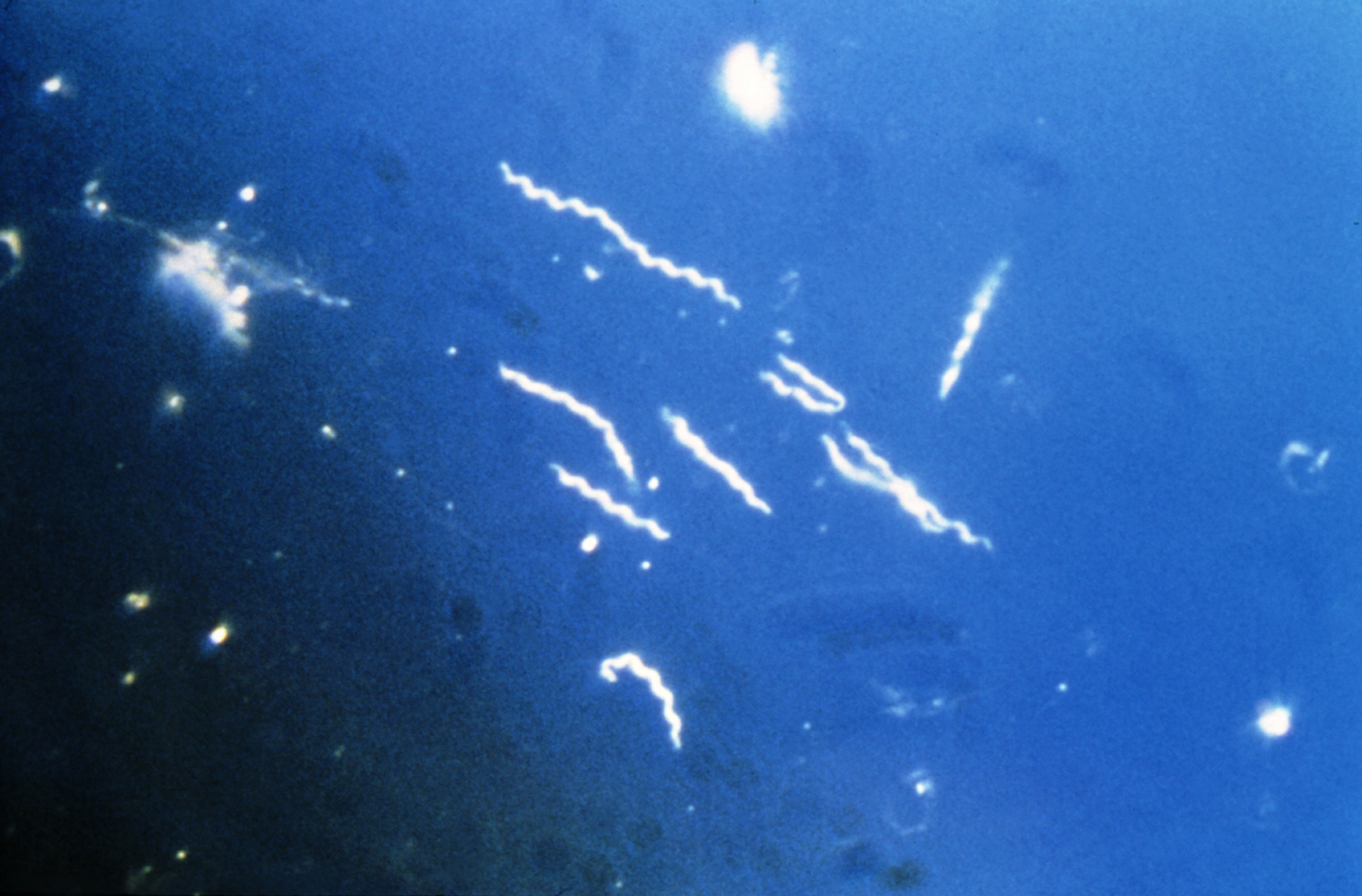
Borrelia burgdorferi:Il batterio responsabile

Nel nord Europa esiste una variante, principalmente cutanea, ma anche articolare, nota come acrodermatite cronica atrofica, dovuta alla Borrelia afzeli e alla Borrelia garinii, forse rafforzate nella loro azione patogeno dall'interazione con le basse temperature del nord'Europa, che favoriscono la crescita della spirocheta.

## Eziologia
Tale artrite è causata dal batterio Borrelia burgdorferi e viene trasmesso all'uomo tramite il morso di zecche.

## Terapia
Per il trattamento farmacologico dell'artrite di Lyme, si somministrano antibiotici per 28 giorni consecutivi (con dosi progressive per evitare o diminuire la possibile reazione di Jarisch-Herxheimer), tra i quali amoxicillina, eritromicina, doxiciclina, ceftriaxone (citate in ordine crescente per costo, tossicità e potenza battericida) che forniscono effetti positivi nel 90% dei casi. Altre molecole utilizzate sono la metossamina (un vasocostrittore) e l'idrossiclorochina, che si sono dimostrate efficaci nelle forme intra-cellulari cistiche, aspetto che assume la spirocheta per resistere ai farmaci e sfuggire al sistema immunitario.